# Стахівський Леонід
Леонід Стахівський (? - †?) - полковник Армії УНР.

## Біографія
Останнє звання у російській армії — прапорщик.
У 1918 р. - хорунжий 1-го Сірожупанного полку 1-ї козацько-стрілецької (Сірожупанної) дивізії Армії Української Держави. З 12 березня 1919 р. тимчасово виконував обов'язки командира 1-го Сірожупанного полку Дієвої армії УНР. У 1920–1921 рр. — старшина штабу 2-ї Волинської дивізії Армії УНР. 
Подальша доля невідома.